# Pustków (obóz)
Pustków – niemiecki obóz jeniecki i pracy przymusowej, utworzony jesienią 1940 roku na terenie dawnego przysiółka wsi Pustków, dziś wsi o nazwie Pustków-Osiedle na Podkarpaciu. Obóz Truppenübungsplatz Heidelager Pustków znajdował się w obrębie wielkiego poligonu SS-Truppenübungsplatz Dębica, na którym testowano tzw. „broń odwetową” V1 i V2.

## Historia

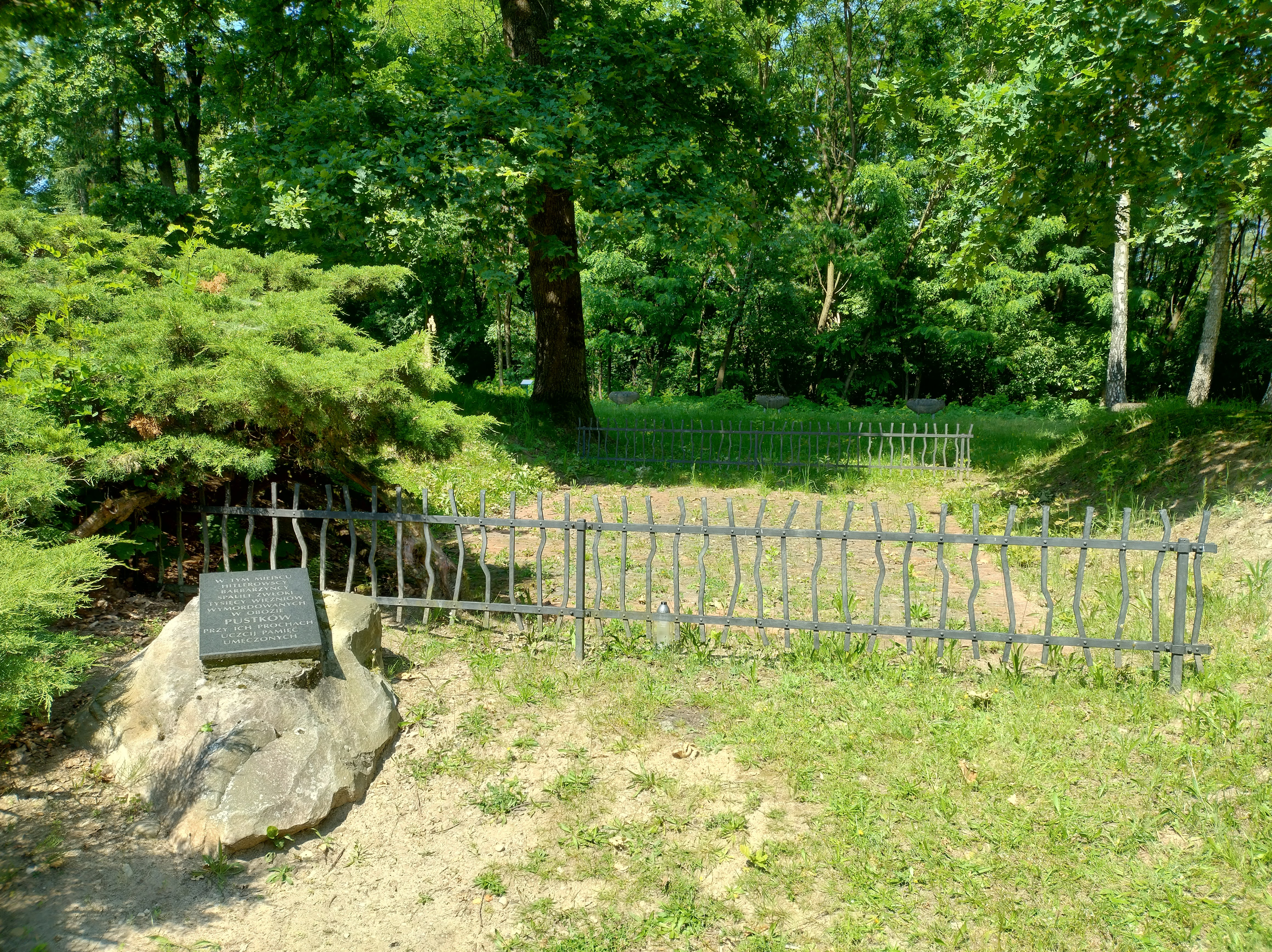
Krematorium na Górze Śmierci – wygląd obecny (2025)

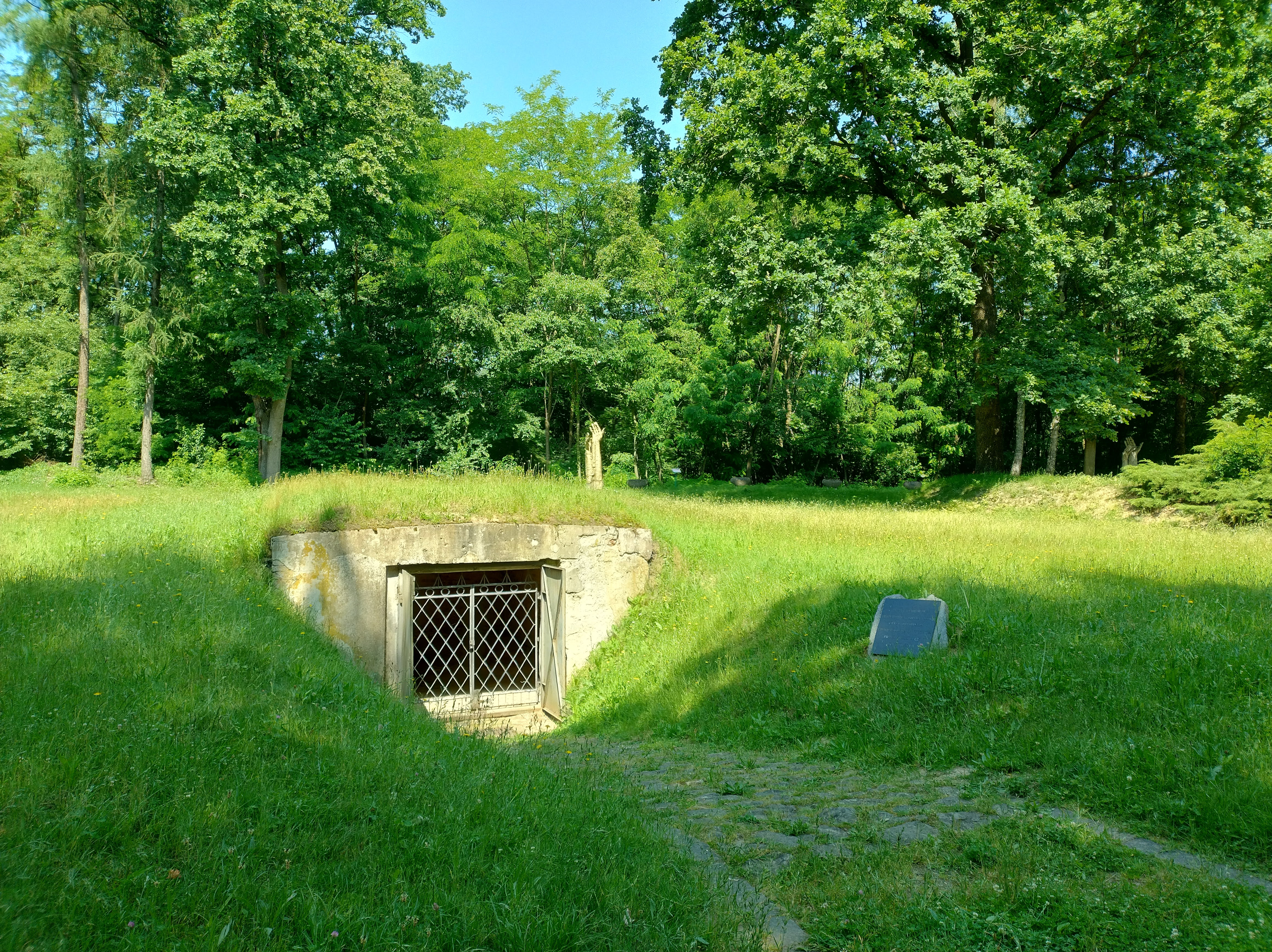
Komora, w której gromadzono ciała przed spaleniem (2025)

Początkowo utworzono go obok stacji kolejowej Kochanówka Pustków dla robotników potrzebnych przy budowie instalacji poligonowych, których pozyskano spośród okolicznej ludności pochodzenia żydowskiego oraz przywiezionych jeńców belgijskich. Od lata 1940 r. do budowy obozu dowożono (później zakwaterowano w obozie na stałe) Żydów m.in. z Dębicy, Mielca, Ropczyc i Sędziszowa. W październiku 1940 obóz założono u podnóża Królowej Góry, około dwóch kilometrów od stacji. W pierwszym okresie znajdowało się w obozie około 800 więźniów, w późniejszym okresie (1941) 2500, a okresowo nawet ponad 4 tysiące.

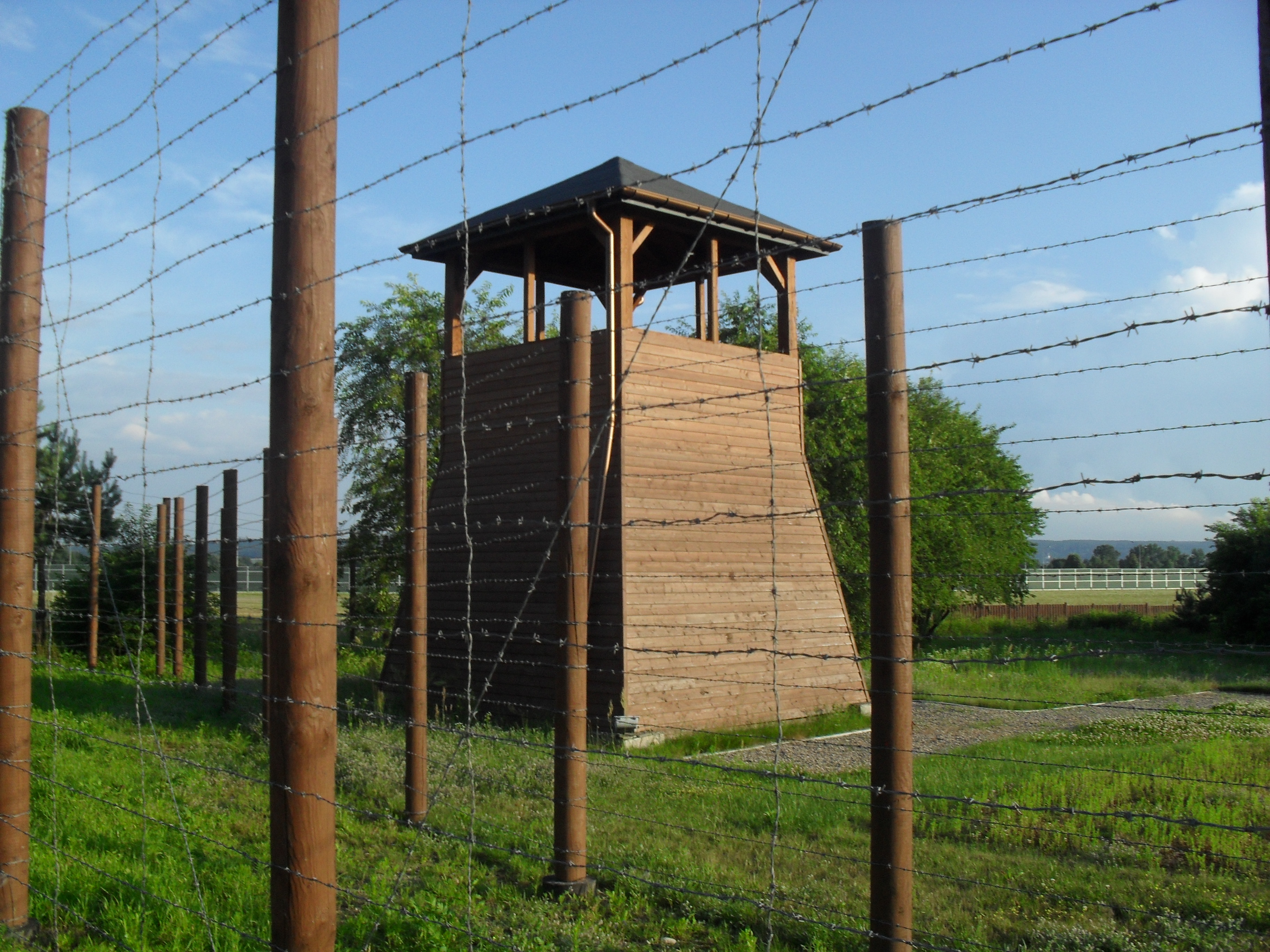
Wieża wartownicza (poligon Pustków – rekonstrukcja)

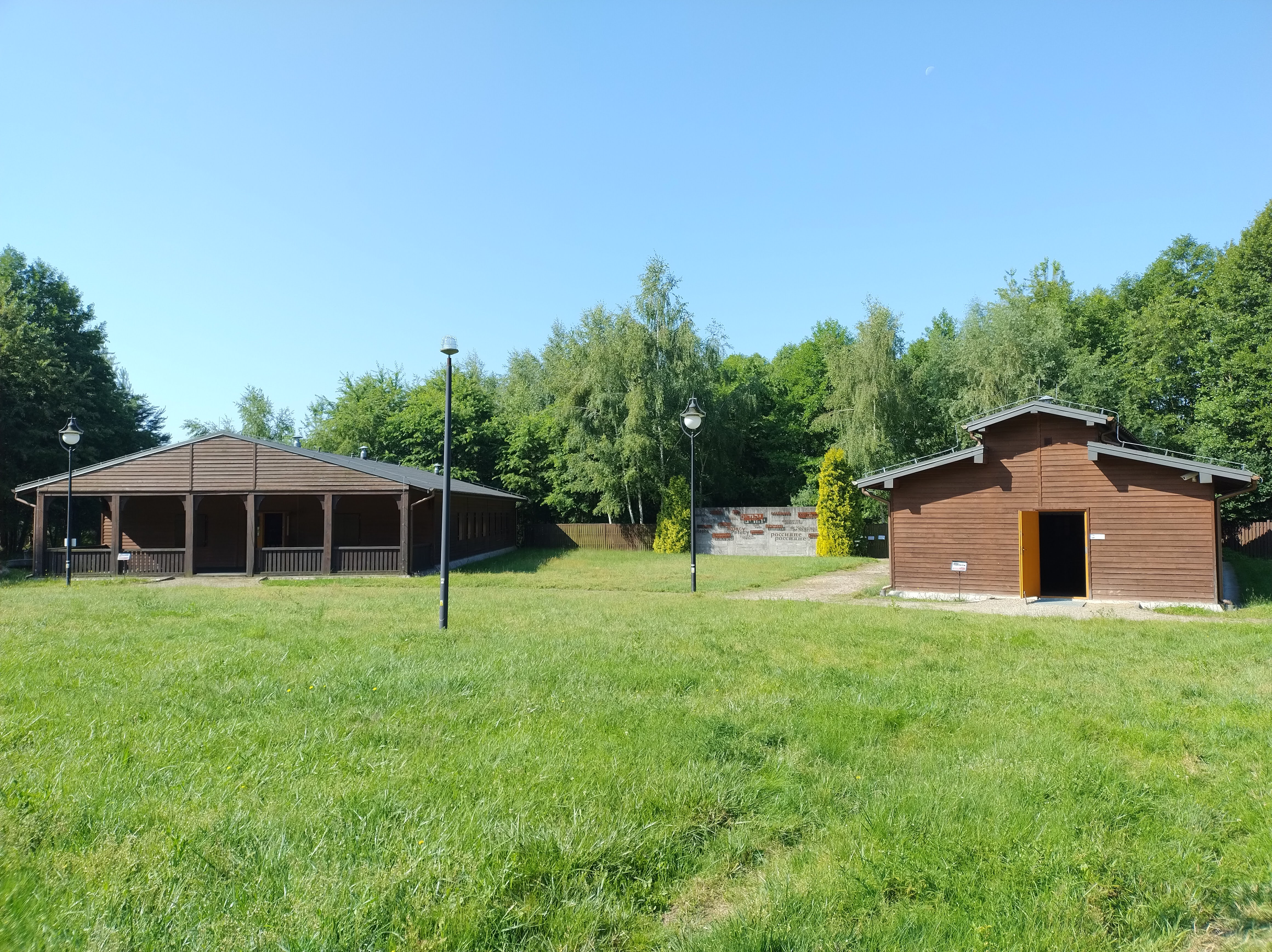
Współczesna rekonstrukcja baraku żołnierskiego i więźniarskiego

Obóz w Pustkowie składał się z części dla Żydów (od października 1940 do 23 lipca 1944), dla jeńców radzieckich (od października 1941 do lutego 1942) i obozu karnego dla Polaków (od września 1941 do 27 lipca 1944). W obozie w Pustkowie przebywali więźniowie przywiezieni z Białej Podlaskiej, Krakowa, Rzeszowa, Tarnowa, Warszawy, Wieliczki i Żywca. Latem 1942 roku Żydów przeniesiono do drugiego obozu w Pustkowie, a część wywieziono do obozu Sonderkommando Belzec na Lubelszczyźnie. 16 września 1942 wywieziono tam także niemal wszystkich pozostałych, pozostawiając tylko 216 rzemieślników (później ich liczba wzrosła do 600).
Ocenia się, że w okresie funkcjonowania obozu przebywało w nim ok. 14 tysięcy Żydów, z czego ok. 7 tysięcy zginęło lub zostało zamordowanych; oprócz nich straciło tu życie ok. 5 tys. jeńców radzieckich i 3 tys. Polaków (m.in. 12 kwietnia 1944 roku w Pustkowie rozstrzelano 60 Polaków przywiezionych do prac na poligonie z więzienia na Zamku w Rzeszowie) tak, że łączna liczba śmiertelnych ofiar obozu wynosi około 15 tysięcy osób. Zwłoki więźniów palono w krematorium, zlokalizowanym na zboczu Królowej Góry. Tuż przed wkroczeniem do obozu wojsk radzieckich ewakuowano w lipcu do obozu Mauthausen-Gusen ostatnią grupę 460 więźniów żydowskich, z których większość dotrwała do wyzwolenia; innych więźniów obozu wywieziono wówczas do Ravensbrück i Oranienburga.
Teren poligonu niemieckiego w Pustkowie był silnie umocniony i w bitwie, która tu się rozegrała pomiędzy 20 a 22 sierpnia 1944, poległo około tysiąca żołnierzy radzieckich; pochowano ich na utworzonym tu cmentarzu wojskowym, zlokalizowanym nieopodal znajdujących się w Pustkowie zakładów tworzyw sztucznych.
Na terenie dawnego obozu w Pustkowie wybudowano w 1964 pomnik poświęcony jego ofiarom.